# What You Need
What You Need este episodul 12 al serialului american Zona crepusculară . Povestea are la bază scurta povestire publicată sub același nume de Lewis Padgett (Henry Kuttner și CL Moore) în numărul din octombrie 1945 al revistei Astounding Science Fiction. Episodul a fost difuzat pe 25 decembrie 1959 pe CBS.

## Intriga
Pedott, un vânzător ambulant⁠(d), are abilitatea de a oferă oamenilor lucruri de care urmează să aibă nevoie în momentul imediat următor. Acesta intră într-un bar, unde îi oferă unei femei o sticluță cu lichid de curățare. Apoi îi oferă unui fost jucător de baseball un bilet de autobuz către Scranton, Pennsylvania. Câteva clipe mai târziu, prin intermediul unui telefon public situat în interiorul barului, jucătorul primește o oferă de muncă în Scranton. Acesta îl va întâlni pe managerul general al unei echipe pe care urmează să o antreneze și își dorește ca pata de pe jacheta sa să dispară. Femeia se apropie și îi oferă lichid de curățare pentru a îndepărta pata. Cei doi sunt evident atrași unul de celălalt.
Fred Renard, un neica nimeni arogant și frustrat, îl cere lui Pedott să-i ofere lucrul de care are nevoie, iar vânzătorul scoate din geanta sa o foarfecă; aceasta îi salvează viața lui Renard când eșarfa lui este prinsă între ușile unui lift. Acesta revine în apartamentul lui Pedott și îi cere un alt lucru de care „are nevoie”, Pedott îi oferă un stilou defect care prezice câștigătorul la o cursă de cai.
Renard continuă să-l amenințe pe vânzător și își dorește din ce în ce mai multe lucruri. Pedott îi oferă o pereche de pantofi noi din geanta sa. Pantofii sunt prea strâmți și tălpile alunecoase, dar răufăcătorul insistă să i se spună de ce are nevoie de acești pantofi. Explicațiile vânzătorului sunt criptice și nu îl mulțumesc pe acesta. Înaintează amenințător spre bătrân, dar alunecă pe strada umedă și, după ce se ridică, este lovit și ucis de o mașină. Pantofii, spune vânzătorul, erau pentru Pedott, deoarece a prevăzut că Renaud îl va ucide într-un viitor apropiat.
La scurt timp după accident, în timp ce oamenii se adună la fața locului, acesta îi oferă un pieptene unui bărbat exact înainte ca acesta și soția sa să fie fotografiați de către reporteri pentru un articol de ziar.